# ワット・バンプリーヤイクラーン
ワット・バンプリーヤイクラーン（英語：Wat Bang Phli Yai Klang、タイ語：วัดบางพลีใหญ่กลาง）は、タイのサムットプラカーン・バーンプリーにある仏教寺院である。

## 概要
寺院は1824 年頃に建てられ、周辺住民からはワット クランと呼ばれている。理由はワット バンプリー ヤイ ナイと廃寺であるワット コンカラム (ワット ヤイ ヌー) の間に位置しているからだと言われている。元来この寺院の場所はチャン ムエンラット氏の土地で、兄のノイ ムエンラット氏がこの寺院を建て、蓮を植えるために池が掘られたことから「ワット・ノイ・パトゥムコンカ」と名付けられた。
935 年 11 月 13 日には王室賞を受賞した。ウィスカシマ地区は幅 40 メートル、長さ 80 メートルあり、教育の面では、寺院は常にパリヤッティ ダンマの研究を組織してきた。 また、政府と協力して国民教育の支援してきた。 寺院に初等レベル（ワット・バン・プリー・ヤイ・クラン・スクール）と中等レベル（バーン・プリー・ラット・バムルン・スクール）の両方の学校を建設させ、過去から現在まで合計8人の住職が存在する。

## 涅槃仏
寺院には1978年着工、2001 年に完成した全長53mでタイ国内最大級の涅槃仏がある。仏像の胎内巡りができるのはタイではここだけである。涅槃仏制作の理念は「修道生活や各地への旅の経験から、功徳を生む何かをしたいと考えました。 他の寺院と同じように人々が寺院に功徳を積むように来てもらいます。この涅槃仏の中には瞑想室や地獄の天使の物語を描いた絵があります。 サムローン運河の端にある寺院の前にあるジャンク船には心臓が入っています。特に、心臓はブラックダイヤモンド、ジンダ、パンチャハ、ゴールドで満たされており、強さと神聖さを表現します。人々が来て仏陀の心臓に金を施すことで、涅槃仏の心臓にも金を施すことになる。」とある。

## アクセス
バンナー交差点から、バンナー トラッド通りをチョンブリー県方面に進み、12 キロメートル先で U ターンし、バン プリー - キング ケオ通りへ左折して約 3 キロ進む。バーンプリー区役所の入り口から約1キロ進むとワット・バンプリーヤイクラーンに到着する。